# Voskresenskiy (cràter)

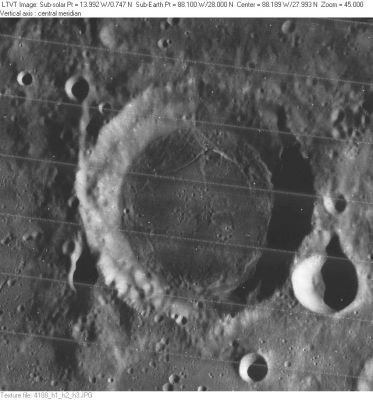
Una altra fotografia de la missió Lunar Orbiter 4

Voskresenskiy és un cràter d'impacte que es troba prop del terminador occidental de la Lluna. A causa de la seva posició, aquest cràter es veu des de la Terra lateralment, limitant la quantitat de detall que es pot apreciar. La visibilitat d'aquesta formació també es veu afectada per la libració, per la qual cosa de vegades aquest cràter queda ocult, mentre que en altres moments es pot veure més fàcilment.
El cràter està situat al sud-est de les planes emmurallades de Röntgen i Lorentz. Al sud-sud-oest es troba el cràter Bartels, i lleugerament més a l'est apareix la vora occidental de l'Oceanus Procellarum.

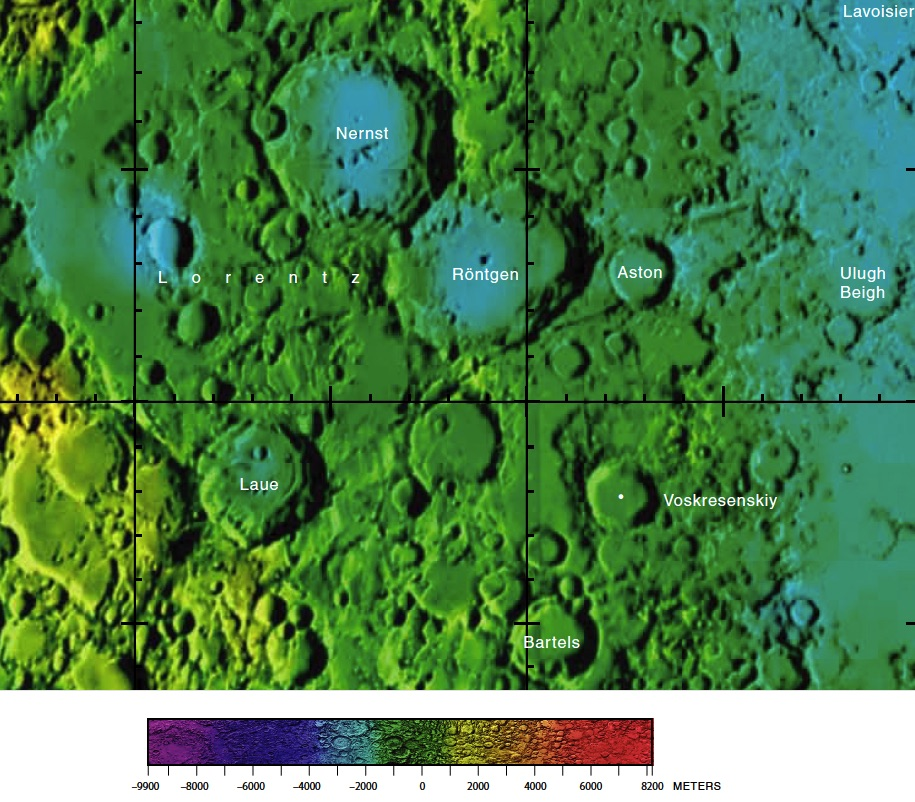
Localització de Voskresenskiy (quadrante inferior dret de la imatge

La vora exterior d'aquest cràter només està lleugerament desgastada, i el seu perfil està encara ben definit, amb sols uns diminuts cràters situats en el sector sud-oest del brocal. Un petit cràter s'uneix al contorn exterior de la vora cap al sud-est. La paret interior presenta un terraplenat en els costats nord i oest. El sòl interior fosc ha estat reconstituït per lava basàltica, i té el mateix albedo baix que la mar lunar situada l'est.

## Cràters satèl·lit
Per convenció aquests elements són identificats en els mapes lunars posant la lletra en el costat del punt central del cràter que està més proper a Voskresenskiy.
|               | \| Voskresenskiy \| Coordenades \| Diàmetre \| \| ------------- \| ------------------------------------ \| -------- \| \| K \| 28° 48′ N, 84° 06′ O / 28.8°N,84.1°O \| 34 km \| |          |
| Voskresenskiy | Coordenades | Diàmetre |
| K             | 28° 48′ N, 84° 06′ O / 28.8°N,84.1°O | 34 km    |